# Lecane boettgeri
Lecane boettgeri är en hjuldjursart som beskrevs av Koste 1986. Lecane boettgeri ingår i släktet Lecane och familjen Lecanidae. Inga underarter finns listade i Catalogue of Life.